# Cryptisme
Ne doit pas être confondu avec l'usage du terme « cryptide » en cryptozoologie.

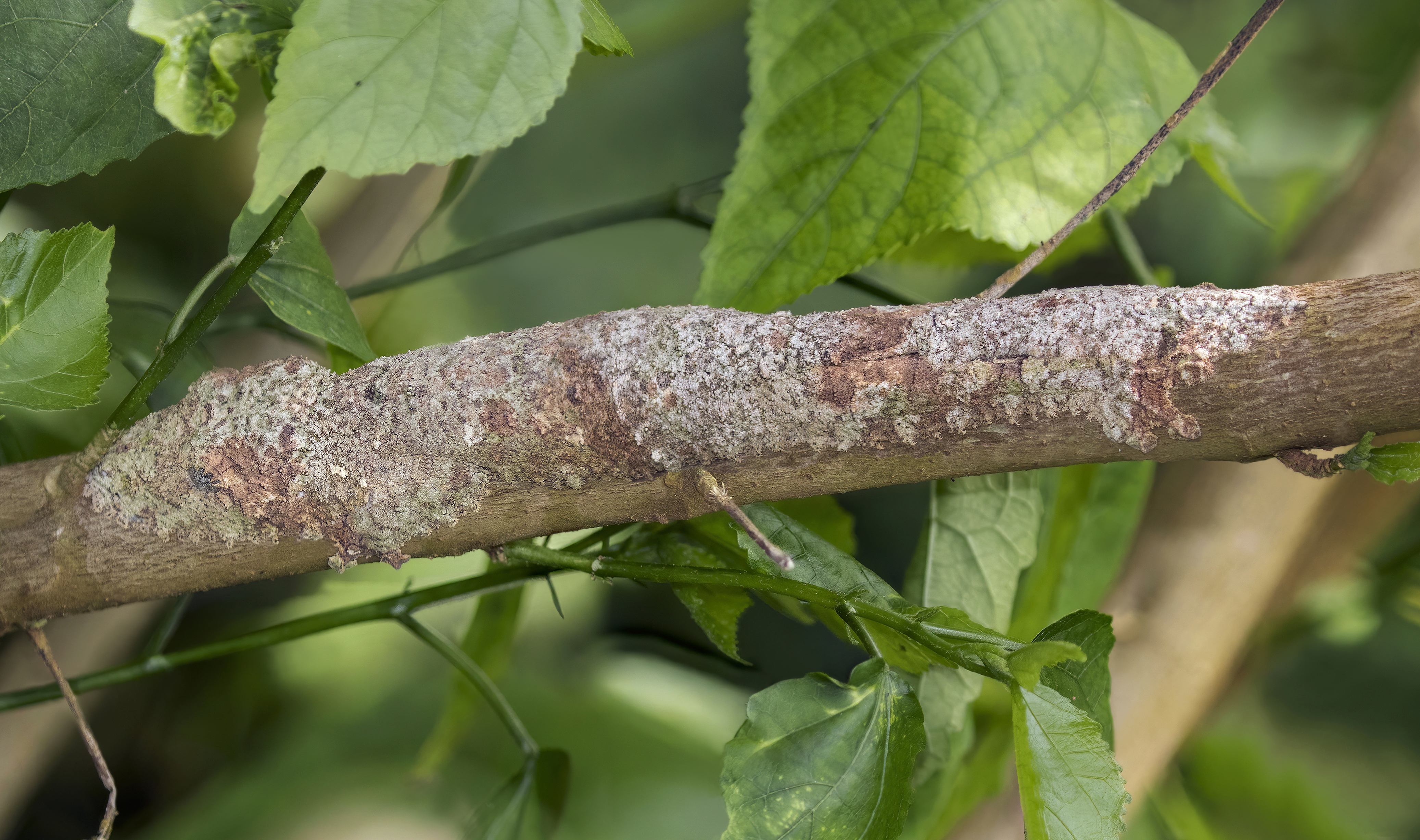
Trop gros pour se cacher dans les trous des arbres, le Gecko-mousse à queue foliacée adopte un mode de camouflage appelé mimétisme cryptique : son excès de peau lui permet de s'aplatir contre le tronc d'arbre et son tégument est recouvert de taches et d'excroissances qui ressemblent à des lichens et des mousses.

En écologie, le cryptisme (du grec kryptos, « caché ») est la condition dans laquelle un organisme animal ou végétal  évite d'être observé ou détecté par d'autres animaux. Ce comportement actif ou passif peut être une stratégie de prédation (en) ou de défense contre les prédateurs.
Cette tromperie animale ou végétale joue surtout sur la couleur et la forme (cryptisme visuel) mais elle peut être aussi olfactive (phéromones) et auditive. Il existe plusieurs stratégies de cryptisme : camouflage par mimétisme cryptique, par contre-coloration ou par coloration disruptive ; comportement nocturne ou crépusculaire ; vie souterraine.